# Duguetia gentryi
Duguetia gentryi Maas – gatunek rośliny z rodziny flaszowcowatych (Annonaceae Juss.). Występuje naturalnie w Panamie oraz Kolumbii. 

## Morfologia
PokrójZimozielone drzewo lub krzew dorastające do 13–15 m wysokości.
LiścieMają eliptyczny kształt. Mierzą 20–32 cm długości oraz 6–9 cm szerokości. Nasada liścia jest rozwarta. Blaszka liściowa jest całobrzega o spiczastym wierzchołku. Ogonek liściowy jest owłosiony i dorasta do 5–10 mm długości.
KwiatyZebrane po 2–25 w pęczki, rozwijają się w kątach pędów. Działki kielicha mają eliptycznie owalny kształt i dorastają do 20–23 mm długości. Płatki mają owalnie trójkątny kształt i osiągają do 25–27 mm długości. Kwiaty mają 25–30 słupków.
OwocePojedyncze. Osadzone na szypułkach. Osiągają 21–38 mm długości.

## Biologia i ekologia
Rośnie w lasach, na terenach nizinnych.